# ڂ
Ce ‹ ڂ › est une lettre additionnelle de l’alphabet arabe utilisée dans l’écriture du khowar de Rehmat Aziz Chitrali.

## Utilisation
La lettre ce ‹ ڂ › est utilisée par Ernest Trumpp (en) dans sa grammaire pachto de 1873 pour représenter la consonne affriquée alvéolaire voisée [dz], pour la distinguer de la consonne affriquée alvéolaire sourde [ts] toutes deux étant conventionnellement écrites avec la lettre tsé ‹ څ › à l’époque. Elle est aujourd’hui écrite avec la lettre dze ‹ ځ › en pachto.
Dans l’écriture du khowar de Rehmat Aziz Chitrali, ‹ ڂ › représente une consonne affriquée rétroflexe voisée [dʐ],. Le ḥā petit ṭāʾ souscrit ‹ ݮ › est utilisé à sa place dans l’orthographe khowar du prince ul-Mulk.